# 廉薩空
廉薩空是緬甸欽族的政治人物，現任钦民族阵线副主席、聯邦和平對話委員會（UPDJC）副主席與反政變的緬甸國家團結政府聯邦團結部部長。

## 生平
廉薩空曾任緬甸民族委員會（聯合民族聯邦委員會的前身）秘書長，致力於緬甸各少數民族武裝與政府的和談，2007年獲頒馬丁路德獎，此外也曾擔任政黨欽族全國民主聯盟的秘書長，並著有許多關於緬甸當代政治社會的書籍及論文。
2021年4月21日，反軍事政變的緬甸國家團結政府成立，廉薩空獲提名擔任該政府的聯邦團結部部長。